# Spengler Cup 1979
Der Spengler Cup 1979 (französisch Coupe Spengler 1979) war die 53. Auflage des gleichnamigen Wettbewerbs und fand vom 26. bis 30. Dezember 1979 im Schweizer Luftkurort Davos statt. Als Spielstätte fungierte das dortige Eisstadion, das in Teilen erstmals überdacht war.
Es siegte Krylja Sowetow Moskau, das drei seiner vier Partien gewann, vor der Düsseldorfer EG. Nachdem der direkte Vergleich unentschieden geendet hatte, gewann Moskau das Turnier aufgrund des besseren Torverhältnisses gegenüber Düsseldorf. Der Gastgeber HC Davos nahm wie in den Vorjahren nicht am Turnier teil und wurde von Schweizer Seite durch die landeseigene Nationalmannschaft vertreten. Der Deutsche Udo Kießling war mit neun Scorerpunkten, darunter fünf Tore, erfolgreichster Akteur des Turniers.

## Modus
Die fünf teilnehmenden Teams spielten in einer Einfachrunde im Modus «jeder gegen jeden», so dass jede Mannschaft vier Spiele bestritt. Die punktbeste Mannschaft errang den Turniersieg.

## Turnierverlauf
| Dezember 1979 | Düsseldorfer EG | 6:6 (3:0, 0:2, 3:4) | Krylja Sowetow Moskau | Eisstadion, Davos |

| Dezember 1979 | Schweiz | 4:5 (1:1, 3:2, 0:2) | ASD Dukla Jihlava | Eisstadion, Davos |

| Dezember 1979 | Düsseldorfer EG | 3:2 (1:1, 1:0, 1:1) | AIK Stockholm | Eisstadion, Davos |

| Dezember 1979 | Schweiz | 1:6 (0:1, 0:4, 1:1) | Krylja Sowetow Moskau | Eisstadion, Davos |

| Dezember 1979 | ASD Dukla Jihlava | 6:2 (2:0, 3:1, 1:1) | AIK Stockholm | Eisstadion, Davos |

| Dezember 1979 | Schweiz | 6:13 (3:2, 2:5, 1:6) | Düsseldorfer EG | Eisstadion, Davos |

| Dezember 1979 | Krylja Sowetow Moskau | 4:0 (1:0, 1:0, 2:0) | IK Stockholm | Eisstadion, Davos |

| Dezember 1979 | ASD Dukla Jihlava | 3:4 (1:1, 1:3, 1:0) | Düsseldorfer EG | Eisstadion, Davos |

| Dezember 1979 | Schweiz | 0:6 (0:1, 0:2, 0:3) | AIK Stockholm | Eisstadion, Davos |

| Dezember 1979 | Krylja Sowetow Moskau | 5:0 (2:0, 3:0, 0:0) | ASD Dukla Jihlava | Eisstadion, Davos |

| Pl. |                       | Sp | S | U | N | Tore  | Punkte |
| --- | --------------------- | -- | - | - | - | ----- | ------ |
| 1.  | Krylja Sowetow Moskau | 4  | 3 | 1 | 0 | 21:07 | 7:1    |
| 2.  | Düsseldorfer EG       | 4  | 3 | 1 | 0 | 26:17 | 7:1    |
| 3.  | ASD Dukla Jihlava     | 4  | 2 | 0 | 2 | 14:15 | 4:4    |
| 4.  | AIK Stockholm         | 4  | 1 | 0 | 3 | 10:13 | 2:6    |
| 5.  | Schweiz               | 4  | 0 | 0 | 4 | 11:30 | 0:8    |

## All-Star-Team
| Angriff:      | Sergei Kotow – Jindřich Kokrment – Guido Lindemann |
| Verteidigung: | Udo Kießling – Horst-Peter Kretschmer              |
| Tor:          | Alexander Sidelnikow                               |